# L.A.U.G.H.I.N'
「L.A.U.G.H.I.N'」（ラフィン）は、ロックバンド・少年カミカゼの、6枚目のシングルである。

## 収録曲
1. L.A.U.G.H.I.N' xchng midnightpumpkin
テレビ東京『スキバラ』2006年11月度エンディングテーマ
midnightPumpkinのwakana、MAYA、AYA、HARU、HIROKIが参加。
半音下げチューニングの曲で、メジャーコードが多用されている。
2ndアルバム『MASTER'D』、ベスト・アルバム『BEST』共に収録された。
2. DESTROY
少年カミカゼの曲の中で最も歌詞印刷にスペースをとらない曲（「L.A.U.G.H.I.N'」の半分以下）。
3. 終電合図
2ndアルバム『MASTER'D』には収録されなかったが、ベスト・アルバム『BEST』には収録された。
4. そばかす
JUDY AND MARYの同名曲のカバー。そのため少年カミカゼの曲としては唯一作詞者・作曲者にメンバーが入っていない。
Bメロの和教の声にはイコライザーがかけられている。

- クレジット
作詞:和教（M1、M2）、和教＆SaCo（M3）、YUKI（M4）
作曲:和教（M1〜M3）、恩田快人（M4）
編曲:CHOKKAKU＆少年カミカゼ（M1）、JAZZY-KANAI＆少年カミカゼ（M2、M3）、YUICHI SUGIYAMA＆少年カミカゼ（M4）

| スキバラエンディングテーマ         |                                              |                                                |
| 2006年10月度 美月 『砂漠の抜け方』 | 2006年11月度 少年カミカゼ 『L.A.U.G.H.I.N'』 | 2006年12月度 Splash Candy 『たまごとにわとり』 |